# Расстройство избирательного питания
Расстро́йство избира́тельного пита́ния (англ. avoidant/restrictive food intake disorder (ARFID) — разновидность расстройства пищевого поведения, впервые было введено в DSM-5. В международной классификации болезней 11-го пересмотра (МКБ-11) также предусмотрено введение расстройства избирательного питания в качестве отдельного заболевания раздела расстройств пищевого поведения и обозначится кодом 6B83. Это расстройство поведения характеризуется сознательным отказом или ограничением потребления определённых продуктов, когда человек руководствуется определёнными критериями, такими как цвет пищи, размер, запах, вкус, текстура, прошлый негативный опыт и так далее.

## Определение
Чаще всего данное расстройство встречается у детей и проходит с возрастом, однако в новом издании DSM-5 включаются и взрослые, которые ограничивают употребление определённой пищи, вследствие чего они страдают от физиологических или психических проблем, но которые не попадают под определения другого расстройства пищевого поведения. Часто ассоциируется с психической сопутствующей болезнью, особенно с тревожными и обсессивно-компульсивными особенностями.
Ограничивая себя в еде, человек может не получать нужного количества калорий, вследствие чего теряет вес. У детей значительной потери веса не наблюдается, но и набора веса также нет, к тому же происходит замедление физического развития.

## Диагностические критерии
В DSM-5 выделяются несколько критериев:
- Существенная потеря веса (у детей может наблюдаться отсутствие ожидаемого увеличения веса)
- Пищевая недостаточность
- Зависимость от энтерального питания и пищевых добавок
- Вмешательство в психосоциальное функционирование
- Нарушение не связано с отсутствием пищи или какими-то религиозными убеждениями
- Нарушение не связано с анорексией или булимией, нет признаков нарушения образа тела

### Поведенческие и психологические признаки
Выделяют следующие поведенческие и психологически признаки расстройства избирательного питания:
- Сильная потеря веса
- Мешковатая одежда
- Жалобы на запоры, боли в животе, непереносимость холода, летаргию и/или избыточную энергию
- Последовательные, расплывчатые желудочно-кишечные жалобы («расстройство желудка», ощущение полного и т. д.) вокруг приёма пищи, которые не имеют известной причины
- Аменорея
- Драматическое ограничение количества съеденной пищи
- Потребление только некоторых текстур пищи
- Опасения удушья или рвоты
- Отсутствие аппетита или интереса к пище
- Ограниченный ассортимент предпочтительных продуктов, которые становятся более узкими с течением времени

### Физические признаки
Помимо поведенческих и психологических признаков могут быть замечены следующие физические признаки:
- Судороги желудка, другие неспецифические желудочно-кишечные жалобы
- Нарушения менструального цикла — отсутствие периодов или наличие только периода гормонов
- Употребление контрацептив (это не считается «истинным» периодом)
- Трудности концентрации
- Аномальные лабораторные данные (анемия, низкий уровень щитовидной железы и гормонов, низкий уровень калия, количество лейкоцитов, замедление сердечного ритма)
- Головокружение
- Обморок/обмороки
- Ощущение холода всё время
- Проблемы со сном
- Сухая кожа
- Сухие и ломкие ногти
- Тонкие волосы на теле
- Утончение волос на голове, сухие и ломкие волосы (лануго)
- Мышечная слабость
- Холодные руки и ноги или отёк ног
- Плохое заживление ран
- Нарушение иммунного функционирования

## Гипотезы возникновения
Как и для расстройств приёма пищи, существуют 4 типа гипотез возникновения данного расстройства пищевого поведения: физиологические, эмоциональные, социальные, личностные гипотезы.
Расстройство избирательного питания впервые выделяется только в DSM-5, так как ранее считалось, что такое расстройство свойственно только детям и с возрастом проходит. Однако у взрослых людей также замечаются тенденции к возникновению расстройства избирательного питания. Так, к физиологическим факторам можно отнести то, что организм может не усваивать какую-то пищу. К эмоциональным: непринятие пищи, которая связана с субъектом какими-то негативными эмоциями. К социальным факторам можно отнести религиозные запреты на еду. К личностным же относятся индивидуальные запреты на какую-либо еду.

## Коморбидность
Определение причины ARFID было затруднено из-за отсутствия диагностических критериев и конкретного определения. Однако многие предложили другие психические расстройства, сопутствующие ARFID.
Существуют разные типы «подкатегорий», идентифицированных для ARFID:
- Сенсорное избегание, когда человек отказывается от приёма пищи на основе запаха, фактуры, цвета, бренда, презентации
- Отсутствие интереса к потреблению пищи
- Продовольствие, связанное со страх-вызывающими стимулами, которые развились благодаря изученной истории

## Лечение
Целями лечения должны быть восстановление веса и коррекция дефицита питания, а также добавление новых продуктов для увеличения разнообразия и в то же время устранение тревоги и других соответствующих сопутствующих заболеваний. Модифицированную форму для анорексии следует рассматривать как лечение первой линии для молодых людей с низким весом. Лечение включает в себя тренировку по стратегиям поведения для управления приёмами пищи, которые включают в себя воздействие на новые продукты. Часто также симптомы беспокойства требуют управления и лечения. Пациенты с сопутствующими функциональными нарушениями также могут извлечь выгоду из биологической обратной связи, а также стратегий управления тревогами. По сути, лечение будет разумно индивидуализировано, но также будет включать в себя стратегии поведения. Учитывая, что существует сильная привычка, связанная с поведением, которое может затронуть всю семью, лечение также будет подчеркивать важность разработки и поддержания новых привычек питания и привычек.